# L
A letra L (éle) é a décima segunda letra do alfabeto português.

## História
O antecessor do nosso L provém do lamed fenício (𐤋), que significava "cajado" e era desenhado pela adaptação do hieróglifo egípcio de um cajado. Na Grécia, recebeu o nome de lambda (Λ λ) e sofreu algumas alterações em relação ao caractere. Chegando ao romanos esta letra evoluiu até se tornar o símbolo de um traço vertical e outro horizontal que aparece na Coluna de Trajano e que usamos até os dias atuais. Na China é traduzido como cereja.

## Fonética e códigos
L é uma consoante lateral alveolar líquida:
- Representa L antes de A, E, I, O e U. Ex.: Lazer, Legível, Livro, Lotação, Lucro...
- Corresponde ao número 50 na Numeração romana.

| Combinações de duas letras              | Combinações de duas letras | Combinações de duas letras | Combinações de duas letras | Combinações de duas letras | Combinações de duas letras | Combinações de duas letras | Combinações de duas letras | Combinações de duas letras | Combinações de duas letras | Combinações de duas letras | Combinações de duas letras | Combinações de duas letras | Combinações de duas letras | Combinações de duas letras | Combinações de duas letras | Combinações de duas letras | Combinações de duas letras | Combinações de duas letras | Combinações de duas letras | Combinações de duas letras | Combinações de duas letras | Combinações de duas letras | Combinações de duas letras | Combinações de duas letras | Combinações de duas letras |
| --------------------------------------- | -------------------------- | -------------------------- | -------------------------- | -------------------------- | -------------------------- | -------------------------- | -------------------------- | -------------------------- | -------------------------- | -------------------------- | -------------------------- | -------------------------- | -------------------------- | -------------------------- | -------------------------- | -------------------------- | -------------------------- | -------------------------- | -------------------------- | -------------------------- | -------------------------- | -------------------------- | -------------------------- | -------------------------- | -------------------------- |
| La                                      | Lb                         | Lc                         | Ld                         | Le                         | Lf                         | Lg                         | Lh                         | Li                         | Lj                         | Lk                         | Ll                         | Lm                         | Ln                         | Lo                         | Lp                         | Lq                         | Lr                         | Ls                         | Lt                         | Lu                         | Lv                         | Lw                         | Lx                         | Ly                         | Lz                         |
| LA                                      | LB                         | LC                         | LD                         | LE                         | LF                         | LG                         | LH                         | LI                         | LJ                         | LK                         | LL                         | LM                         | LN                         | LO                         | LP                         | LQ                         | LR                         | LS                         | LT                         | LU                         | LV                         | LW                         | LX                         | LY                         | LZ                         |
| Combinações letra-número e número-letra |                            |                            |                            |                            |                            |                            |                            |                            |                            |                            |                            |                            |                            |                            |                            |                            |                            |                            |                            |                            |                            |                            |                            |                            |                            |
|                                         |                            | L0                         | L1                         | L2                         | L3                         | L4                         | L5                         | L6                         | L7                         | L8                         | L9                         |                            |                            | 0L                         | 1L                         | 2L                         | 3L                         | 4L                         | 5L                         | 6L                         | 7L                         | 8L                         | 9L                         |                            |                            |

## Significados
- Maiúscula é o número cinquenta em numeração romana; [1]
- Maiúscula ou minúscula, é o símbolo de litro, unidade de volume equivalente a um decímetro cúbico; [1]
- Maiúscula, é o símbolo de leste, um dos pontos cardeais; [2]
- Em tamanhos de roupa, L significa "large", grande; [3]

## Cultura popular
- No quadrinho Turma da Mônica Jovem, L é o símbolo do professor Licurgo, conhecido popularmente como Louco, para descobrir quem possui o Caderno do Riso.
- Na animação japonesa Death Note, L, é o vulgo do principal antagonista, que detém o título de maior detetive do mundo.
- Durante a campanha de eleição presidencial, o bordão "Faz o L", em apoio ao então canditado Luiz Inácio Lula da Silva, se tornou bastante popular entre o seu eleitorado.